# Shingoshūi-wakashū
Shingoshūi-wakashū (jap.: 新後拾遺和歌集 auch: 新後拾遺集 Shingoshūishū, dt. etwa Neue Späte Nachlese) ist eine Waka-Anthologie, die vom Tennō Go-En’yū (1359–1393) in Auftrag gegeben und die ca. 1383 fertiggestellt wurde. Der Kompilator der Anthologie war Fujiwara no Tametō (1254–1332). Die Anthologie umfasst 20 Rollen mit insgesamt 1.554 Waka. Der Titel spielt auf die vorangegangene Anthologie Goshūi-wakashū an.